# British Home Championship 1901/02
Die British Home Championship 1901/02 war die 19. Auflage des im Round-Robin-System ausgetragenen Fußballwettbewerbs zwischen den vier britischen Nationalmannschaften von England, Irland (ab 1950/51 Nordirland), Schottland und Wales.
Der Wettbewerb wurde von der (ersten) Ibrox-Katastrophe überschattet, bei der beim Zusammenbruch einer Holztribüne 25 Menschen ums Leben kamen und über 500 weitere verletzt wurden. Das nach einer circa 20-minütigen Unterbrechung fortgesetzte Spiel wurde später, als einziges in der Historie des Wettbewerbs, annulliert und wiederholt.

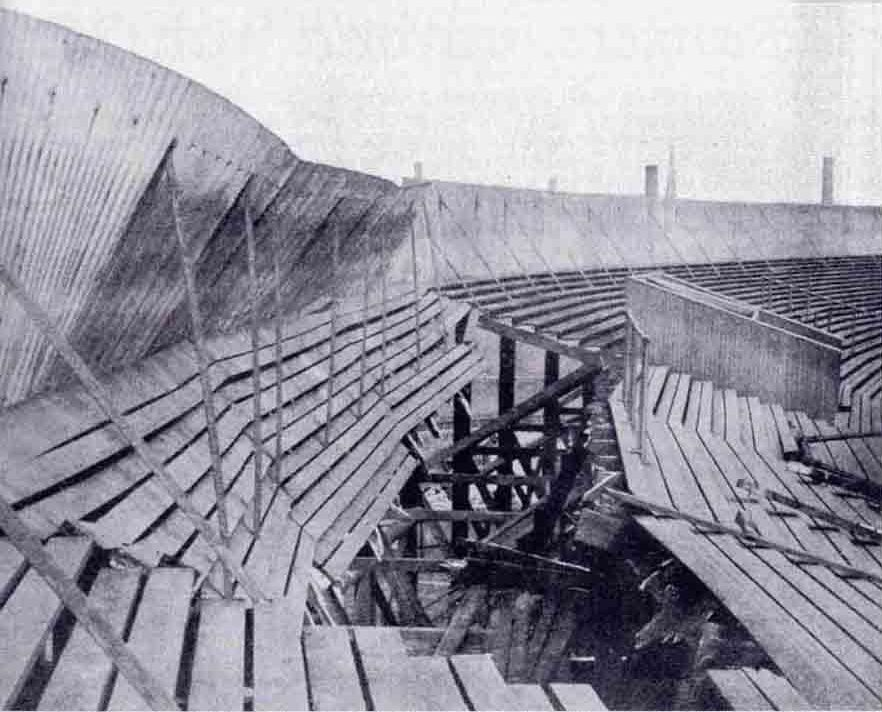
Der West Stand des Ibrox Parks nach dem Zusammenbruch

| Pl. | Nationalmannschaft | Sp. | S | U | N | Tore    | Punkte |
| --- | ------------------ | --- | - | - | - | ------- | ------ |
| 1.  | Schottland         | 3   | 2 | 1 | 0 | 012:400 | 05:10  |
| 2.  | England            | 3   | 1 | 2 | 0 | 003:200 | 04:20  |
| 3.  | Irland             | 3   | 1 | 0 | 2 | 004:600 | 02:40  |
| 4.  | Wales              | 3   | 0 | 1 | 2 | 001:800 | 01:50  |

|                                                |   |            |                      |
| 22. Februar 1902 in Cardiff (Arms Park)        |   |            |                      |
| Wales                                          | – | Irland     | 0:3 (0:1)            |
| 1. März 1902 in Belfast (Grosvenor Park)       |   |            |                      |
| Irland                                         | – | Schottland | 1:5 (0:1)            |
| 3. März 1902 in Wrexham (Racecourse Ground)    |   |            |                      |
| Wales                                          | – | England    | 0:0                  |
| 15. März 1902 in Greenock (Cappielow Park)     |   |            |                      |
| Schottland                                     | – | Wales      | 5:1 (1:0)            |
| 22. März 1902 in Belfast (Balmoral Showground) |   |            |                      |
| Irland                                         | – | England    | 0:1 (0:0)            |
| 5. April 1902 in Glasgow (Ibrox Park)          |   |            |                      |
| Schottland                                     | – | England    | 1:1 (1:1) annulliert |

Wiederholungsspiel
|                                        |   |            |           |
| 3. Mai 1902 in Birmingham (Villa Park) |   |            |           |
| England                                | – | Schottland | 2:2 (0:2) |